# Gérard de Turnhout
Gérard de Turnhout, Geert van Turnhout (ur. około 1520 w Turnhout, zm. 15 września 1580 w Madrycie) – flamandzki kompozytor.

## Życiorys
Początkowo działał przy kolegiacie św. Gummarusa w Lier. Od 1562 roku kierował kapelą Bractwa Matki Boskiej przy katedrze NMP w Antwerpii, od 1563 roku był też kapelmistrzem tego kościoła. Zajmował się odbudową organów katedralnych i zbiorów bibliotecznych zniszczonych przez zwolenników reformacji. W 1571 roku został mianowany nadwornym kapelmistrzem króla Filipa II i wyjechał do Madrytu.
Opublikował zbiór Sacrarum ac aliarum cantionum trium vocum (Leuven 1569), zawierający 20 motetów i 20 chansons. Wszystkie te kompozycje pisane są na głosy wysokie i przeważają w nich konstrukcje przeimitowane. Ponadto w różnych zbiorach zachowała się jego Missa O Maria vernans rosa na 5 głosów oraz pojedyncze utwory wokalne łacińskie, flamandzkie i francuskie. 